# 山本未來
山本未來（1974年11月4日—），日本女演員，東京都出身，前任丈夫為椎名桔平。經紀公司為Theatre de poche。

## 經歷
1990年時，山本因參加知名經紀公司Amuse所舉辦的徵選，從3萬6千人之中脫穎而出進入藝能界。1992年，以電影《喜多郎的十五少女漂流記》出道。其後，擔任1998年上映的電影《不夜城》女主角，和金城武、椎名桔平共演，並參演成龍的電影《我是誰》等片而受到注目。
2006年，由原經紀公司Amuse移籍至Theatre de poche。
2008年，在《花影》片中詮釋說韓語的在日韓國人。在多部戲劇中略帶神經質的演技亦受到肯定。

## 個人生活
- 父親是知名服裝設計師兼舞台總監山本寬齋，叔父（山本寬齋同父異母弟弟）為伊勢谷友介[4]。
- 2003年9月，山本未來和演員椎名桔平結婚。婚禮上的衣著皆為父親山本寬齋設計。2010年1月，兒子誕生。2019年離婚。[5]
- 日本美國學校（日语：アメリカンスクール・イン・ジャパン）畢業，英語流利，極為愛狗。專長是料理、滑雪。

## 戲劇作品

### 電影
- 喜多郎的十五少女漂流記（日语：喜多郎の十五少女漂流記）（1992年）
- アトランタ・ブギ（1996年）
- 三毛猫ホームズの推理（1996年）
- SADA〜戯作・阿部定の生涯（1998年）
- 不夜城（1998年）
- 我是誰（1998年，香港電影）
- 刑法第三十九條（1999年）
- Mr.Rookie（2002年）
- 鏡の女たち（2002年）
- ほたるの星（2003年）
- 日野日出志のザ・ホラー怪奇劇場『第一夜 地獄小僧』（2004年）
- 美髮屍（日语：エクステ (映画)）（2007年）
- 花影（日语：花影 (2008年の映画)） （2008年）
- 悲しき天使（2008年）
- 紅線（2008年）
- 櫻之桃與蒲公英（2009年）
- 明日に架ける愛（2012年）
- 深夜巴士（2017年）
- 我的幸福婚約（2023年）

### 電視劇
- BLACK OUT（日语：BLACK OUT）（1995年）
- 上海人在东京（1996年）小林惠子
- 三毛猫ホームズの推理 女子大寮連続殺人!（1996年） - 吉塚雪子
- 外科医・夏目三四郎（1998年）
- 刑事たちの夏…（1999年）
- 天使のマラソンシューズ（1999年，NHK）
- リミット もしも，わが子が…（2000年）
- 喪服のランデヴー（2000年8月，NHK）青木千夏
- NHK正月SP 夢駆ける大地 ※主演
- 2001年的男人運（日语：2001年のおとこ運）（2001年）
- 科調所的女法研 第3系列（2001年，朝日電視台）最終話 - 伊塚夏子
- 逮捕しちゃうぞ（2002年）
- 相棒 season1 第9話（2002年12月4日，朝日電視台） - 桐野リサ
- 山田太一SP 香港明星迷（2002年，東京電視台）
- ホーム＆アウェイ（2002年，富士電視台）
- 龍神町龍神十三番地（2003年6月26日，TBS電視台）
- （2003年）
- （2003年12月23日，關西電視台） - 和地典子
- 「事件記者・三上雄太」系列（2004年 - 2005年，日本電視台） - 一之瀨禮子
- 十津川警部系列 寝台特急あさかぜ殺人事件（2005年） - 白井マユミ
- 折翼的天使（日语：翼の折れた天使たち） 「セレブ」篇（2006年2月）
- 太陽之歌（2006年7月，TBS電視台）
- （2007年4月，東京電視台）
- 「刑事殺し系列」（2007年 - 2009年，朝日放送） - 野津希和子
- 鹿鳴館（2008年1月5日，朝日電視台）
- 紅線（2008年12月，富士電視台）
- 翼（日语：つばさ (2009年のテレビドラマ)）（NHK晨間劇）（2009年5月，NHK）
- 粉紅系男孩（2009年8月，富士電視台）
- （2009年10月6日，富士電視台） - 三浦係長
- 花樣少年少女（2011年8月，富士電視台） - 難波伊緒
- （2013年1月18日，富士電視台） - 水元敦子
- （2013年7月8日，TBS電視台） - 淺倉香澄
- 第2話（2013年10月12日，NHK BS Premium） - 安堂薰
- 派遣女醫X2 第3話（2013年10月31日，朝日電視台） - 三村寅子
- 第2話（2014年4月18日，東京電視台） - 川島則子
- 愛麗絲之棘 第6話（2014年5月16日，TBS電視台） - 三浦直子
- 超人力霸王銀河S（2014年7月15日 - ，東京電視台） -
- 為了N（2014年10月 - 12月，TBS電視台） - 杉下早苗
- 監察官·羽生宗一2（2014年11月1日，朝日電視台） - 前園由希子
- 影子寫手 第3、9、10話（2015年1月27日，富士電視台）- 向井七惠
- （2015年12月23日，東京電視台） - 朝香千津子
- 靈異彼岸花 第2話（2016年1月20日，日本電視台） - 桐谷由香里
- 醫生調查班~揭露醫療事故的黑暗~ 第3話（2016年5月6日，東京電視台） - 黑澤淳子
- 刑警七人 第二部 第8話（2016年9月7日，朝日電視台） - 柳靜香
- 就活家族～一定會順利的～（2017年，朝日電視台）- 中原綾子
- 即使愛，也有祕密（2017年7月 - 9月、日本電視台） - 香坂いずみ
- 居酒屋富士 第11・12話（2017年9月17日・9月24日，東京電視台） - 山城真由美
- 警視廳・搜查一課長 season3 第5話（2018年5月10日，朝日電視台）- 北見今日子
- SUITS（2018年，富士電視台）- 畠中美智留
- 遺留搜查 特別篇（2018年11月11日，朝日電視台） - 市瀬しずか
- Silent Voice 行動心理捜査官・楯岡絵麻 第9話（2018年，東京電視台）- 細川めぐみ
- 特搜9 特別篇「特搜班最後的事件」（2019年4月7日，朝日電視台）- 小柳法子
- 監察醫 朝顏（富士電視台）- 石田季子
  - 第一季 第7話（2019年8月26日）
  - 特別篇（2019年9月30日）
  - 第二季 第16話（2021年3月1日）
- 機搜235（2020年4月24日，東京電視台）- 安永知世
- Night Doctor 第5話（2021年7月19日，富士電視台） - 秋山真紀
- 孤獨的美食家 特別篇（2021年12月31日，東京電視台） - 松之家・女将
- 繼母與女兒的藍調 2020年謹賀新年SP（2022年1月2日，TBS） - 中瀨泉美
- 石子與羽男：這種事能告嗎？ 第9話、最終話（2022年9月9日・9月16日，TBS）- 日向綾
- 詐欺獵人 第4話（2022年11月11日，TBS）- 草刈博美
- 你也差不多該死心了！（2023年3月8日 - 4月26日，TBS・MBS）- 日下部由紀
- 我的第二青春 第3話・第4話（2023年10月31日・11月7日，TBS） - 凛子
- ANTI HERO 最終話（2024年6月16日，TBS） - 青山憲治的妻子
- 密告之歌2 警視廳監察檔案（2024年8月11日 - ，WOWOW） - 百合
- 海中沉睡的鑽石（2024年10月20日 - 12月22日，TBS）- 壽美子
- 愛在黑暗中（2025年4月16日 - 6月18日，日本電視台）- 尾高多江子
- DOCTOR PRICE 第3話（2025年7月27日，讀賣電視台・日本電視台）- 押切多惠

### 舞臺劇
- カ・オ・リ（1993年）
- 地図にない街（1999年）
- kansai super show（2000年）
- kansai super show「アボルダージュ」（2004年）
- 妻をめとらば（2007年）

### 廣告
- 資生堂「Vivace（ビバーチェ）」
- アース製薬「モンダミン」（2007年 - ）
- 花王「ハミングフレア」
- 「サッポロ一番」
- TOYOTA「豐田卡羅拉」- 「ジャストサイジング -カローラアクシオが新鮮だ-」篇（2008年10月 - 2009年3月）※與父親山本寬齋共演

## 外部連結
- 山本未來經紀公司官方網站 （页面存档备份，存于）（日語）
- 山本未來在互联网电影资料库（IMDb）上的資料（英文）（英文）